# Je suis heureux que ma mère soit vivante
Je suis heureux que ma mère soit vivante je francouzský hraný film z roku 2009, který režírovali Claude Miller a Nathan Miller. Snímek měl světovou premiéru na filmovém festivalu v Montréalu v srpnu 2009.

## Děj
Thomas je adoptovaný teenager, který se rozhodne prozkoumat svou minulost, aby pochopil, proč matka opustila jeho i jeho bratra, když mu byly čtyři roky. Hledá proto svou matku, aniž by to řekl bratrovi nebo adoptivním rodičům. Zjistí, že už nežije s jeho biologickým otcem, že měla třetího syna s jiným mužem a že nyní žije sama s tímto dalším synem, kterého neopustila.

## Obsazení
| Vincent Rottiers      | Thomas                                             |
| Sophie Cattani        | Julie Martino, biologická matka Thomase a Patricka |
| Christine Citti       | Annie Jouvet, adoptivní matka                      |
| Yves Verhoeven        | Yves Jouvet, adoptivní otec                        |
| Sabrina Ouazani       | pokladní v kině                                    |
| Chantal Banlier       | Chantal Duronnet, sousedka                         |
| Dominique Hulin       | majitel hotelu Lux                                 |
| Samir Guesmi          | zaměstnanec                                        |
| Célia Granier-Deferre | zaměstnankyně prefektury                           |
| Bruno Chiche          | Frédéricův otec                                    |
| Carole Franck         | ředitelka sirotčince                               |